# Pniaki (Sainte-Croix)
Pour l’article homonyme, voir Pniaki.
Pniaki est une localité polonaise de la gmina de Secemin, située dans le powiat de Włoszczowa en voïvodie de Sainte-Croix.